# دانتون (فیلم ۱۹۸۳)
دانتون (انگلیسی: Danton) یک فیلم زندگی‌نامه‌ای درام به کارگردانی آندری وایدا است که در سال ۱۹۸۳ منتشر شد. از بازیگران آن می‌توان به ژرار دوپاردیو، آنا آلوارو، پاتریس شرو و ژاک ویلره اشاره کرد. این فیلم به نمایش روزهای واپسین زندگی ژرژ دانتون، از سران انقلاب کبیر فرانسه، و چند تن از همفکرانش می‌پردازد که قربانی مخالفتشان با حکومت دیکتاتوری کنوانسیون بعد از انقلاب شدند و پس از محاکمه‌ای نمایشی توسط گیوتین اعدام شدند.

## فیلم نامه
فیلم با این جمله‌ها آغاز می‌شود:
«از ۱۰ اکتبر ۱۷۹۳ حکومتی در فرانسه برقرار شد که از سلطنت سلاطینِ متمرکز، استبدادی تر و مطلق العنان‌تر به‌شمار می‌آمد. "آلبر ماله"»
«عموماً دربارهٔ ناکام ماندن انقلاب فرانسه کمتر به ریشه و اصل آن توجه می‌شود تا مردم از اعمال فراماسون‌ها که بنابر اصل کتمان اسرار، محرمانه مانده‌است آگاه شوند. آنها نمی‌گذارند فاش شود که چگونه در انقلاب فرانسه دست پرورده‌ها در تدارک مصیبت‌های عظیم و جانسوز بودند.»
«آنچه افراد را تشنه ورود به انجمن فراماسونری می‌کرد، بی‌خبری از اسرار درونی و استفاده‌های سیاسی و اقتصادی بود. نویسندگانی مانند مونتسکیو، روسو و ولتر، همچنین سران انقلاب فرانسه مانند میرابو، دانتون، دمولن و روبسپیر همگی فراماسون بودند.»

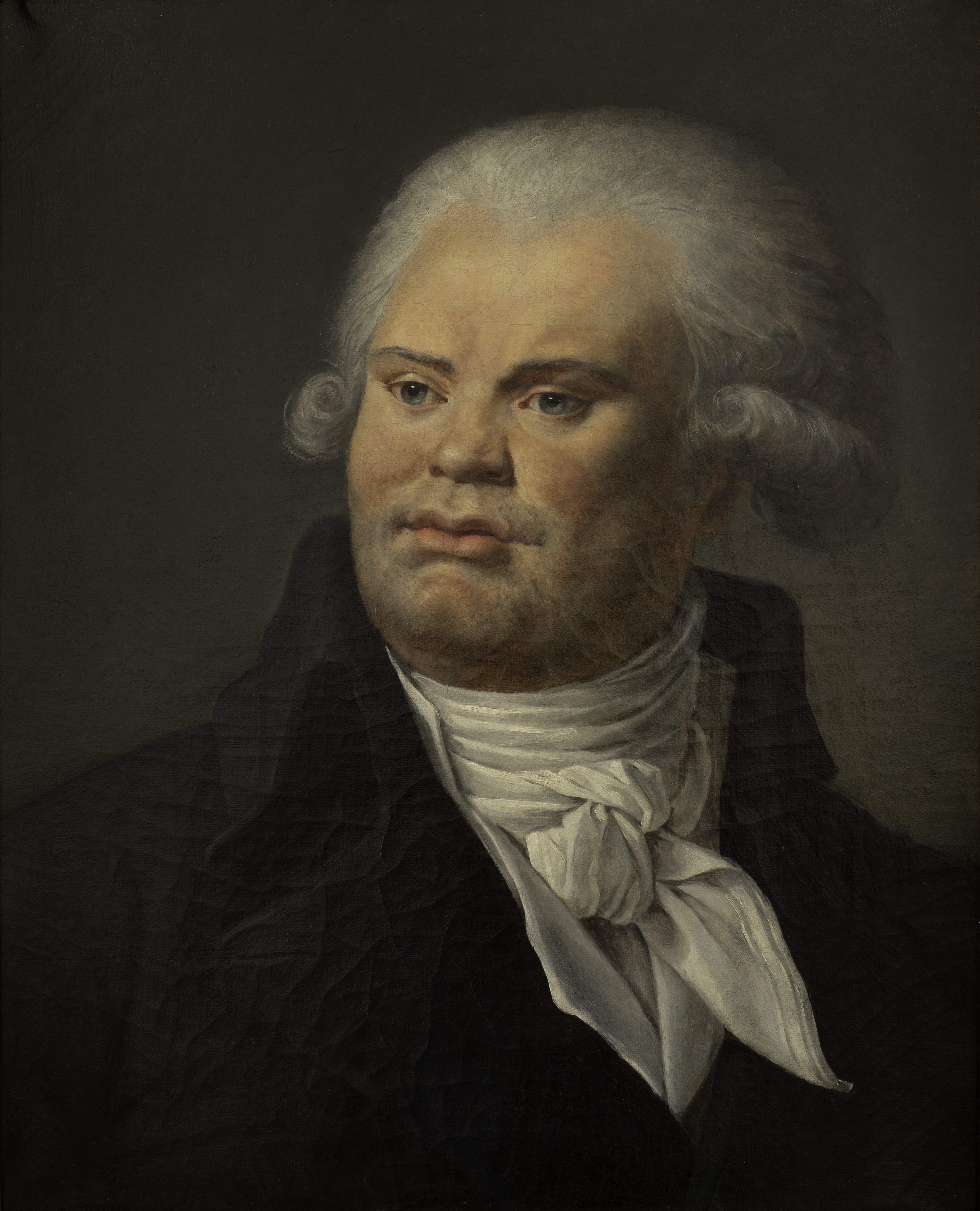
دانتون

این مونولوگ فقط در نسخه دوبله فارسی اضافه شده و در نسخه اصلی فرانسه وجود ندارد.
فیلم با این جمله‌ها به پایان می‌رسد:
«مردان انقلاب فرانسه اکثراً از انتقام جمعیت در امان نمانده، جان باختند. چهار ماه پس از اعدام دانتون و یارانش، روبسپیر نیز به دستور هواداران خود در یک شب بارانی به گیوتین سپرده شد (یعنی در دومین سال جمهوری). یکسال بعد قانون اساسی سال اول تغییر یافته، قانون اساسی سال سوم وضع گردید، کنوانسیون منحل شد و حکومت پنج نفره هیئت مدیره بر سر کار آمد، و سر انجام جمهوری که با خون ریزی و وحشت و ترور اداره می‌شد پس از عمر کوتاهش بوسیله کودتایی از بین رفت و امپراتوری مستبد ناپلئون بر سر کار آمد. در طی یک قرن چهار انقلاب صورت گرفت، لیکن هرگز آمال مردم به دلیل روابط و جو ناسالمی که دست اندر کاران حکومت فرانسه گرفتار آن بودند تحقق نیافت.»
این مونولوگ نیز فقط در نسخه دوبله فارسی اضافه شده و در نسخه اصلی فرانسه وجود ندارد.